# Kozace, Vilneansk
Kozace (în ucraineană Козаче) este un sat în comuna Maksîmivka din raionul Vilneansk, regiunea Zaporijjea, Ucraina.

## Demografie
Componența lingvistică a localității Kozace
     Ucraineană (87,88%)
     Rusă (12,12%)
Conform recensământului din 2001, majoritatea populației localității Kozace era vorbitoare de ucraineană (87,88%), existând în minoritate și vorbitori de rusă (12,12%).